# Leonard Karpiłowski
Leonard Karpiłowski (ur. 1944, zm. 4 grudnia 2014 w Warszawie) – polski artysta fotograf. Członek założyciel, członek rzeczywisty i Artysta Fotoklubu Rzeczypospolitej Polskiej (AFRP). Autor książek i popularyzator fotografii.

## Życiorys
Leonard Karpiłowski fotografuje od 1965 roku. Od 1976 roku jest absolwentem Studium Fotografii i Filmu Centralnego Ośrodka Metodyki Upowszechniania Kultury przy Ministerstwie Kultury i Sztuki. W latach 70. XX wieku kontynuował działalność fotograficzną w ramach członkostwa w grupach fotograficznych „Fakt” i „A-74” i uczestnictwa w Ogólnopolskim Forum Grup Twórczych. W tym czasie był wiceprzewodniczącym Komitetu Historii Fotografii.  
Od 1993 roku publikował wiele artykułów na temat estetyki, techniki, technologii w fotografii, w zdecydowanej większości w specjalistycznej prasie fotograficznej – w „Foto” i „Foto Kurierze”, w którym prowadził stałą rubrykę „Okiem Leonarda”. Od 1995 roku publikował artykuły o technice oświetleniowej w internetowym portalu „Świat Obrazu”.   
Jest autorem i współautorem wielu wystaw fotograficznych; indywidualnych i zbiorowych, prezentował swoje fotografie w Polsce i za granicą. W Warszawskiej Szkole Reklamy prowadził warsztaty fotograficzne oraz  zajęcia w laboratorium fotografii barwnej. Współpracował wielokrotnie z firmami fotograficznymi takimi jak: Olympus, FujiFilm, Sony, Canon, Medikon i Monolight, prezentując sprzęt fotograficzny i oświetleniowy. Był przewodniczącym i członkiem jury w konkursach fotograficznych.  
W 1995 roku był jednym ze współzałożycieli Fotoklubu Rzeczypospolitej Polskiej Stowarzyszenia Twórców. Został członkiem rzeczywistym Fotoklubu RP (legitymacja nr 016), w którym (w latach 1995–2000) pełnił funkcje we władzach organizacji. 

## Odznaczenia
- Srebrny Medal „Za Fotograficzną Twórczość”[14]

## Publikacje (książki)
- „Fotografia wielkoformatowa” (2000)
- „Aparaty średnioformatowe” (2002)
- „Światła i cienie w fotografii” (2008) – wyróżnienie w konkursie Fotograficzna Publikacja Roku (2009)[15]

Źródło